# Batalha de Baçorá (2008)
A Batalha de Baçorá começou em 25 de março de 2008, quando o exército iraquiano lançou uma operação (com o codinome Saulat al-Fursan em árabe ou em inglês:  Operation Charge of the Knights) para expulsar a milícia Exército Mahdi do sul da cidade iraquiana de Baçorá. A operação foi a primeira grande operação a ser planejada e realizada pelo exército iraquiano desde a invasão de 2003.
A coalizão e as aeronaves iraquianas patrulharam os céus de Baçorá fornecendo inteligência e realizando ataques aéreos em apoio às forças iraquianas no solo. As forças da coalizão forneceram equipes de transição militar as unidades do exército iraquiano e as forças especiais estadunidenses também realizaram operações conjuntas com unidades das Forças de Operações Especiais Iraquianas.
As forças iraquianas enfrentaram uma forte resistência da Exército Mahdi dentro da cidade e a ofensiva estagnou, exigindo apoio aéreo e de artilharia dos estadunidenses e dos britânicos, resultando posteriormente em um impasse. Mais de 1.000 mortes resultaram em seis dias de combates pesados. 
Na sequência de um cessar-fogo negociado no Irã em 31 de março, Muqtada al-Sadr retirou seus combatentes das ruas, mas obteve uma grande vitória política. No entanto, o exército iraquiano, reforçado com brigadas de outras partes do Iraque, incluindo a 1ª Divisão de Al-Anbar, continuou a realizar operações mais lentas e deliberadas em redutos da milícia. A Unidade Especial de Armas e Táticas de Hillah, bem como as Forças de Operações Especiais Iraquianas, realizaram uma série de ataques direcionados aos líderes milicianos. Até 20 de abril, o exército iraquiano assumiu o controle do último grande distrito controlado pelo Exército Mahdi e, até 24 de abril, as forças iraquianas alegaram estar no controle total do centro da cidade. 